# Frederik de Løvenørn
Frederik Poulsen de Løvenørn (6. maj 1715 i København – 15. oktober 1779) var en dansk adelsmand, søofficer og amtmand over Korsør og Antvorskov Amter.
Han blev født i København og var søn af Poul Vendelbo Løvenørn. Han udsendte i 1776 sin anonyme oversættelse en komedie af den franske forfatter Philippe Néricault Destouches til dansk. 
Han fik en karriere i marinen, og blev i 1739 kaptajn, 4. marts 1740 kommandørkaptajn, 26. november 1746 deputeret i Søetatens General-Kommisariat og etatsråd, og konferensråd 15. september 1747.
Løvenørn var gift med Frederikke Sophie von Holsten (1718-1774), med hvem han havde fire børn:
- Sophie Magdalene de Løvenørn (født 25 august 1741, død 2. september 1786)
- Ingeborg Dorothea de Løvenørn (født 31 juli 1744, død 30. september 1814)
- Poul de Løvenørn (født 11. august 1751, død 16. marts 1826)
- Anne Sophie de Løvenørn (født 1759, død 30.1.1801) gift 19.9.1783 med Ivar Christian Lasson.

## Oversættelser
- Des Touches: Den givte Philosoph eller Ægtemanden, som blues ved at være det. Comoedie i fem Acter. oversat af efter Fransken IAS. Des Touches Le philosophe Marié . 1776. [1]
- Marc-Antoine Legrand, Den Blinde klartseende (opført i 1751). Aldrig trykt.